# Грандо, Луи Жозеф
Луи Жозеф Грандо (фр. Louis Joseph Grandeau; 5 декабря 1761, Мец — 30 марта 1832, Париж) — французский военный деятель, дивизионный генерал (1812 год), барон (1808 год), участник революционных и наполеоновских войн.

## Биография
Сын Шарля Жозефа Грандо (фр. Charles Joseph Grandeau; ок.1730–), работавшего в армейском госпитале, и Катрины Терезы Дитцинн (фр. Catherine Thérèse Ditzinns; ок. 1735–). 6 ноября 1789 года вступил в звании младшего лейтенанта в роту егерей Национальной гвардии Парижа. 1 января 1791 года был зачислен в 13-й егерский батальон. 28 августа 1791 года произведён в лейтенанты. 7 октября 1793 года стал капитаном. В 1794 году служил в штабе генерала Лефевра. 17 апреля 1795 года произведён в командиры батальона и возглавил батальон 11-й полубригады лёгкой пехоты, которая 20 февраля 1796 года сменила номер на 10-ю. 10 июля 1799 года получил звание полковника, и возглавил уже всю 10-ю полубригаду. 5 мая 1800 года ранен у Мескирха.
29 августа 1803 года Наполеон произвёл Грандо в бригадные генералы, и передал под его начало пехотную бригаду в 3-й дивизии Дюрютта в лагере Брюгге, который входил в Армию Берегов Океана. 2 марта 1805 года переведён маршалом Даву во 2-ю дивизию Фриана. С этой дивизией прошёл огонь и воду. Участвовал во множестве сражений. Отличился при Ауэрштедте 14 октября 1806 года, где помог захватить Эккартсбергское плато в бою у леса, и во главе подчинённых ему войск доблестно отражал атаки противника. 24 августа 1812 года был произведён в дивизионные генералы в награду за успешные действие в Смоленском сражении. В тот же день назначен губернатором Смоленска. 10 февраля 1813 года стал губернатором Штеттина. 16 февраля возглавил 31-ю пехотную дивизию 11-го корпуса Великой Армии, но вскоре был вынужден покинуть свой пост по состоянию здоровья. Сформировал 9-тысячный гарнизон в Штеттине, и совместно с генералом Дюфрессом оборонял его от русских и прусских войск, но вынужден был капитулировать 5 декабря 1813 года.
После поражения Наполеона, 9 июня 1814 года вернулся во Францию. С 1 октября 1814 по 31 марта 1815 года выполнял функции командующего 2-го поддивизиона в 13-м военном округе. В период «Ста дней» с 8 июня по 11 августа 1815 года был комендантом Безансона. С 30 октября 1816 года выполнял функции генерального инспектора пехоты в различных военных округах. С 1 января 1820 года без служебного назначения. 17 марта 1825 года вышел в отставку. После революции 1830 года он был помещён Луи-Филиппом в резерв генерального штаба 7 февраля 1831 года. Умер 30 марта 1832 года в Париже и был похоронен на кладбище Пер-Лашез.

## Воинские звания
- Младший лейтенант (6 ноября 1789 года);
- Лейтенант (28 августа 1791 года);
- Капитан (7 октября 1793 года);
- Командир батальона (17 апреля 1795 года);
- Полковник (10 июля 1799 года);
- Бригадный генерал (29 августа 1803 года);
- Дивизионный генерал (24 августа 1812 года).

## Титулы
- Барон Абанкур и Империи (фр. baron d'Abancourt et de l'Empire; декрет от 19 марта 1808 года, патент подтверждён 27 ноября 1808 года в Аранда-де-Дуэро)[3][4].

## Награды
Легионер ордена Почётного легиона (11 декабря 1803 года)
 Коммандан ордена Почётного легиона (14 июня 1804 года)
 Кавалер баварского военного ордена Максимилиана Иосифа (10 июня 1809 года)
 Кавалер военного ордена Святого Людовика (8 июля 1814 года)
 Великий офицер ордена Почётного легиона (23 августа 1814 года)